# Pierre-Charles Poussin
Pour les articles homonymes, voir Poussin.
Pierre-Charles Poussin, né à Paris le 28 décembre 1819 et mort dans cette même ville le 12 octobre 1904, est un peintre français.

## Biographie
Pierre-Charles Poussin est le fils de Jean Charles Poussin et d'Adalaide Marie Véronique Cordier.
Élève de Léon Cogniet, il débute au Salon de 1842.
Il épouse Adèle Deschars en 1849.
Il meurt à son domicile parisien au 38 de la rue de-La-Tour-d'Auvergne le 12 octobre 1904.

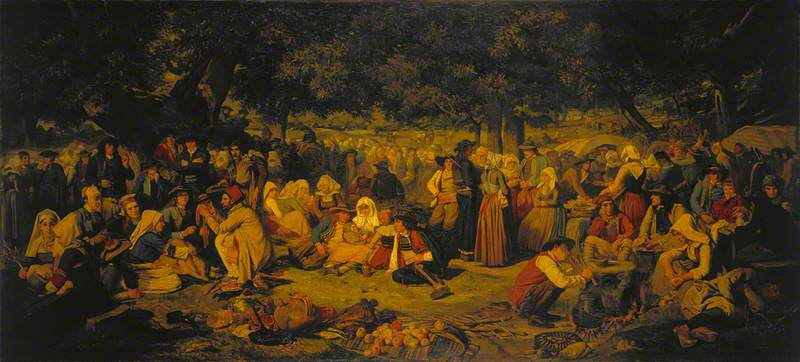
Jour de Pardon en Bretagne.

Son Jour de Pardon en Bretagne est conservé à Londres à la National Gallery